# Sy Bartlett
Sy Bartlett (* 10. Juli 1900 in Nikolajew, Gouvernement Cherson, Russisches Kaiserreich (heute in der Ukraine); † 29. Mai 1978 im Hollywood, Kalifornien) war ein US-amerikanischer Drehbuchautor und Filmproduzent ukrainischer Herkunft.

## Leben und Wirken
Sy Bartlett wurde in der heutigen Ukraine 1900 als Sascha Baranjew (russisch Саша Баранев) geboren. Seine Eltern wanderten 1904 mit ihm nach Amerika aus und ließen sich in Chicago nieder. Dort besuchte er die Northwestern University und eine Journalistenschule.
Er arbeitet zunächst als Zeitungsreporter, bis er als Drehbuchautor nach Hollywood ging. Seine erste Anstellung bekam er 1933 bei den RKO Studios, für die er bis 1969 mehrere Drehbücher verfasste. Während dieser Zeit arbeitete er auch als Filmproduzent und gründete zusammen mit Gregory Peck 1956 die Melville Productions.
Während des Zweiten Weltkriegs war Bartlett Bomberpilot. Nach dem Krieg arbeitete er auch als Drehbuchautor für 20th Century Fox. Er war dreimal mit Schauspielerinnen verheiratet (Alice White, Ellen Drew und Patricia Owens).
Bartlett starb am 29. Mai 1978 in Hollywood an Krebs.

## Filmografie (Auswahl)

### Drehbuch
- 1933: The Big Brain
- 1937: Die Jagd nach dem Tod (The Man Who Cried Wolf)
- 1941: Der Weg nach Sansibar (Road to Zanzibar)
- 1946: 13 Rue Madeleine
- 1949: Der Kommandeur (Twelve O'Clock High)
- 1949: Seemannslos (Down to the Sea in Ships)
- 1958: Weites Land (The Big Country)
- 1959: Die Krone des Lebens (Beloved Infidel)
- 1969: Che!

### Produktion
- 1955: Die Dame des Königs (That Lady)
- 1959: Mit Blut geschrieben (Pork Chop Hill)
- 1962: Ein Köder für die Bestie (Cape Fear)
- 1963: Der Kommodore (A Gathering of Eagles)
- 1969: Che!